# Angina di Ludwig
L'angina di Ludwig, anche nota come infezione dello spazio sottomandibolare, è una infezione che porta alla rapida morte delle cellule che si trovano sotto la bocca.
La malattia si diffonde da una preesistente infezione dentale.
L’angina di Ludwig è una patologia nella quale si ha una infezione che coinvolge le logge sottomandibolare, sottolinguale e sottomentale.
La causa è più frequente è rappresentata da una infezione del secondo o del terzo molare inferiore, nella quale si ha una paradentite apicale cronica.
Diversi sono i batteri che possono essere responsabili: aerobi o anaerobi, gram positivi e negativi.
Esempi sono streptococchi, stafilococchi , h. influenzae, neisseria.

## Patogenesi
L’infezione dalle logge può diffondere negli spazi fasciali del collo e causare una fascite necrotizzante.
Può proseguire nel mediastino e dare mediastinite.
Può raggiungere il cuore e causare tamponamento cardiaco con morte del soggetto.

## Sintomatologia
Fra i sintomi e i segni clinici ritroviamo sollevamento del pavimento del cavo orale, aumento di volume nella regione sottomandibolare, dolore alla palpazione, trisma perché anche i muscoli sono infarciti dal pus, disfagia, dispnea, rialzo termico.
Conseguente al rialzo termico può esserci una disidratazione del soggetto.
Sono presenti i cinque segni della flogosi, fra cui anche la perdita di funzione, perché il paziente ha una ridotta apertura della bocca.

## Esami
La diagnosi è facilmente eseguibile con l'esame obiettivo; se esso non fosse sufficiente si utilizza la tomografia computerizzata.

## Prognosi
Una volta l'angina di Ludwig era altamente mortale, ora grazie all'introduzione di farmaci quali gli antibiotici  (come ampicillina, sulbactam e clindamicina) la mortalità rimane quasi sempre solo potenziale. Nei casi più complicati, dove i farmaci risultino inefficaci la persona viene sottoposta ad intervento chirurgico.